# Cantharellus noumeae
Espèce
Statut CITES
Cantharellus noumeae est une espèce de coraux appartenant à la famille des Fungiidae.